# フレスポ
フレスポ (Frespo) は、大和リースが運営するショッピングセンター。名称は「Friendly Spot」（親しみがわく場所）の略称。地域密着型の商業施設を目指して全国展開している。

## 店舗一覧

### 北海道・東北地方
- フレスポ稚内（北海道稚内市）
- フレスポ中標津（北海道標津郡中標津町）
- フレスポ石狩南（北海道石狩市）
- フレスポ琴似（札幌市西区）
- フレスポ恵み野（北海道恵庭市）
- フレスポ釧路文苑（北海道釧路市）
- フレスポ釧路木場（北海道釧路郡釧路町）
- フレスポ・ニッテン（北海道帯広市）
- フレスポスズランプラザ（北海道帯広市）
- フレスポ北斗（北海道北斗市）
- フレスポ函館戸倉（北海道函館市）

- フレスポ一関（岩手県一関市）
- フレスポつきだてショッピングセンター（宮城県栗原市）
- フレスポ六丁の目（仙台市若林区）
- フレスポ六丁の目南町（仙台市若林区）
- フレスポ富沢西I（仙台市太白区）
- フレスポ富沢西II（仙台市太白区）
- フレスポ能代（秋田県能代市）
- フレスポ土崎（秋田県秋田市）
- フレスポ御所野（秋田県秋田市）
- フレスポ大仙（秋田県大仙市）
- フレスポ本荘（秋田県由利本荘市）
- フレスポよこて（秋田県横手市）
- フレスポ横手II（秋田県横手市）
- フレスポ山形北（山形県山形市）
- フレスポ須賀川グリーンモール（福島県須賀川市）
- フレスポ郡山（福島県郡山市）
- フレスポいわき泉町（福島県いわき市）

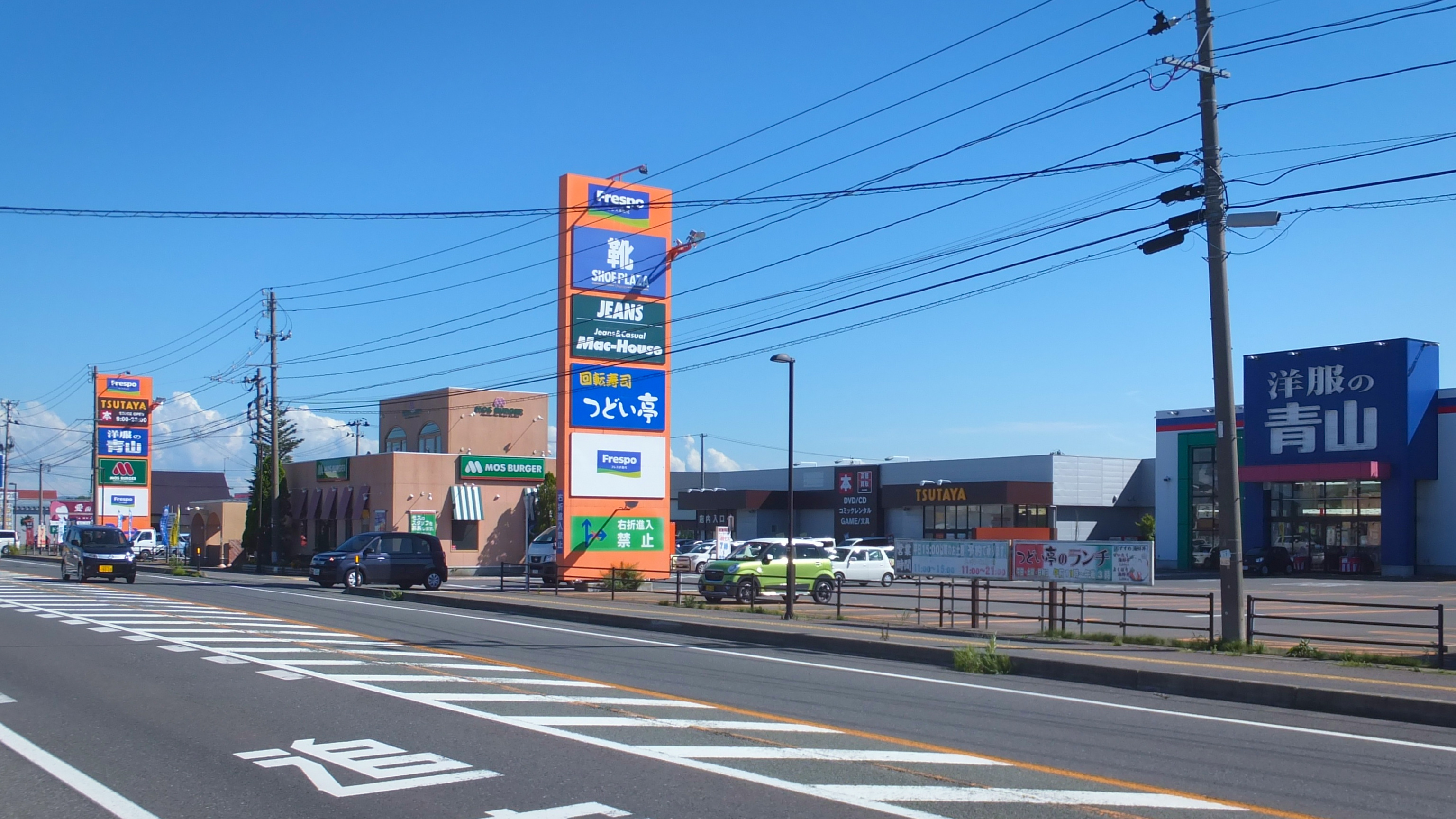
フレスポ能代（2016年8月）
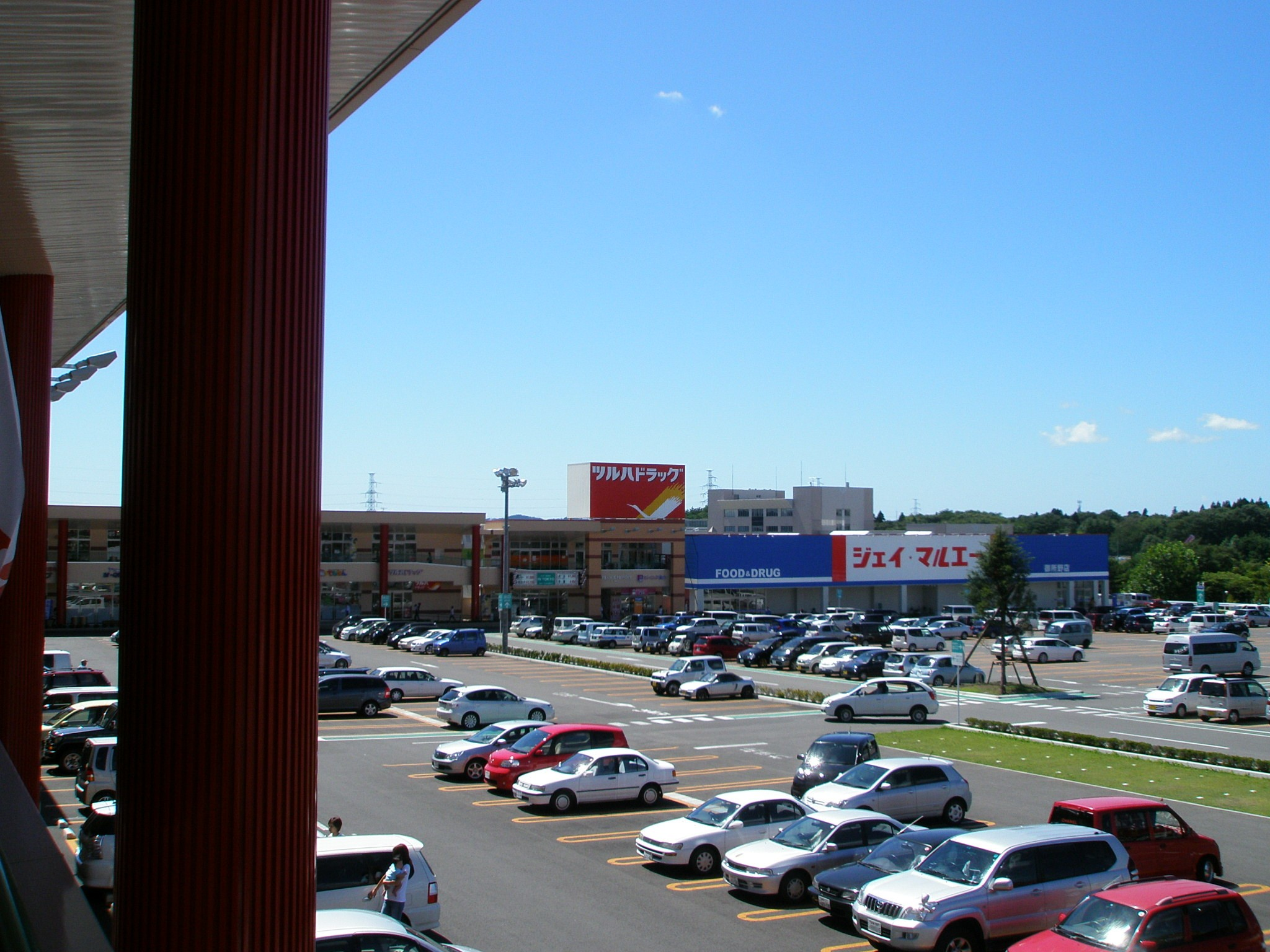
フレスポ御所野（2007年8月）
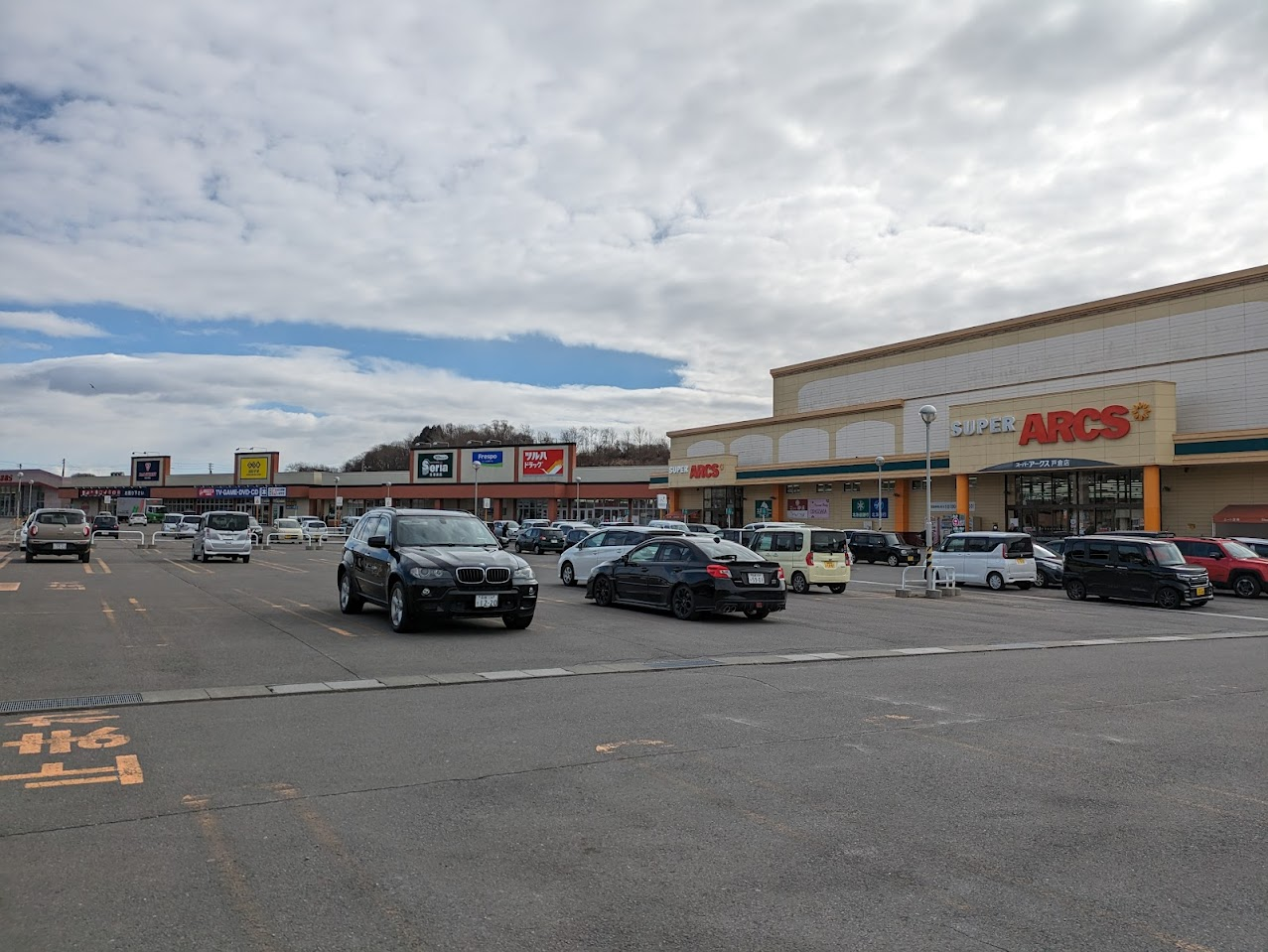
フレスポ函館戸倉（2024年4月）

### 関東地方
- フレスポ赤塚（茨城県水戸市）
- フレスポインターパークI（栃木県宇都宮市）
- フレスポインターパークII（栃木県宇都宮市）
- フレスポおもちゃのまち（栃木県下都賀郡壬生町）
- フレスポ藤岡（群馬県藤岡市）
- フレスポ八潮（埼玉県八潮市）
- フレスポわらび（埼玉県蕨市）
- フレスポ与野（さいたま市浦和区）
- フレスポ籠原（埼玉県熊谷市）
- フレスポ稲毛（千葉市稲毛区）

- フレスポ府中（東京都府中市）
- フレスポ住吉（東京都江東区）
- フレスポ若葉台（東京都稲城市）
- フレスポ若葉台EAST（東京都稲城市）
- フレスポ八王子みなみ野（東京都八王子市）
- フレスポ国立南（東京都国立市）
- フレスポひばりが丘（東京都西東京市）
- フレスポ茅ヶ崎（神奈川県茅ヶ崎市）
- フレスポ綾瀬（神奈川県綾瀬市）
- フレスポ小田原シティーモール（神奈川県小田原市）
- フレスポ甲府東（山梨県甲府市）
- フレスポ甲西（山梨県南アルプス市）
- フレスポみのぶ（山梨県南巨摩郡身延町）

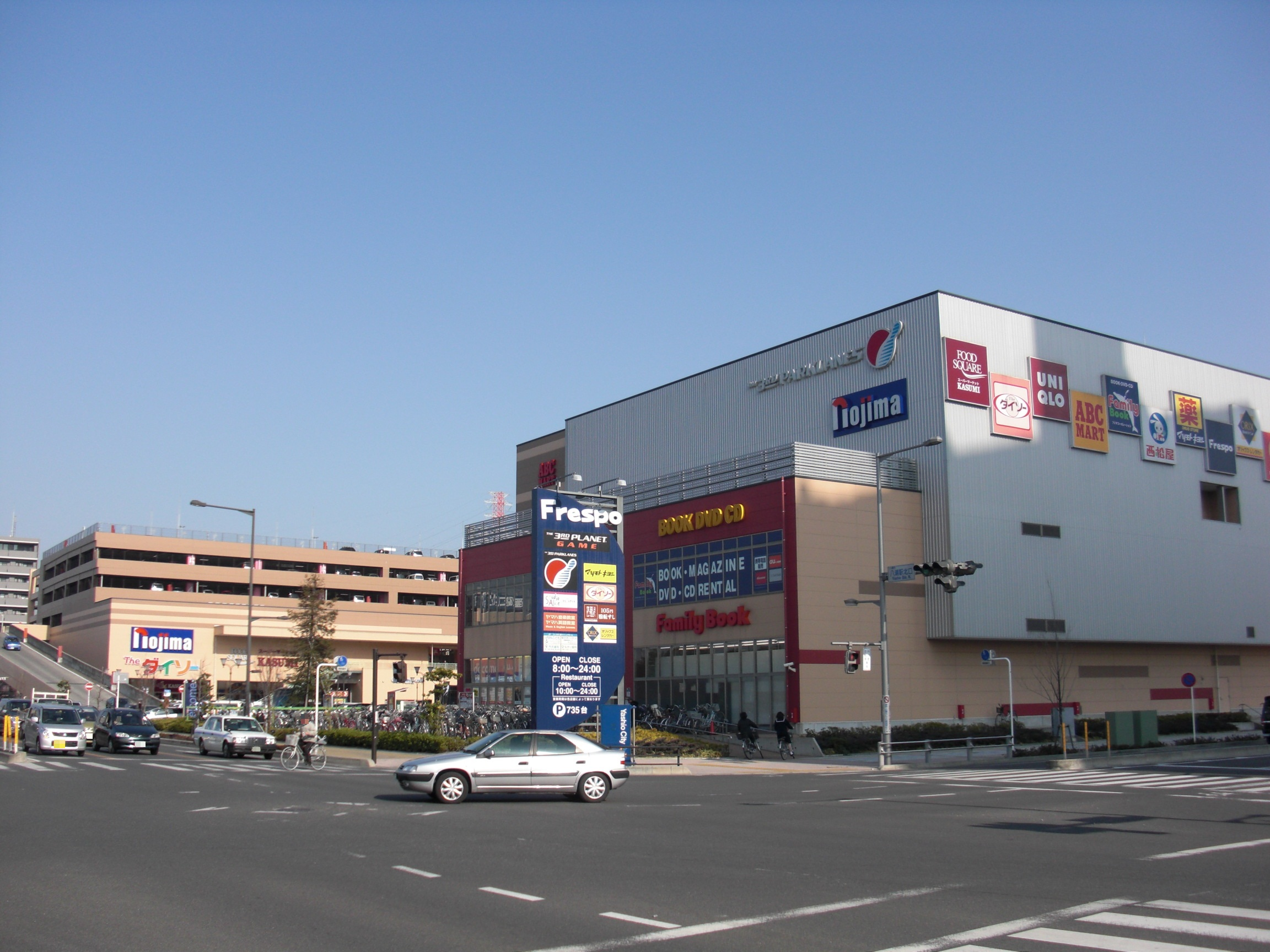
フレスポ八潮（2011年2月）
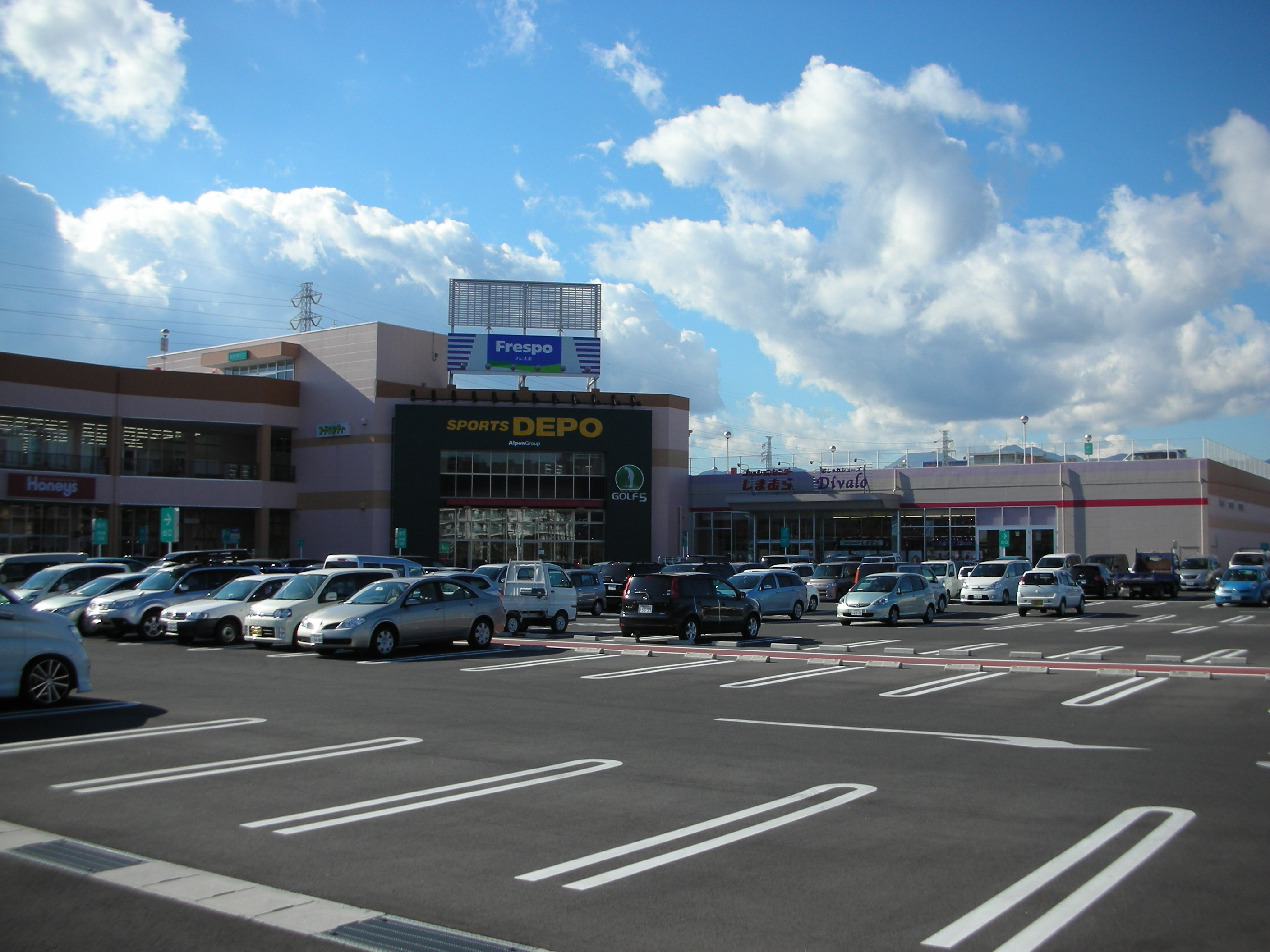
フレスポ小田原シティーモール（2009年12月）

### 中部地方
- フレスポ赤道（新潟市東区）
- フレスポ横越（新潟市江南区）
- フレスポ新発田（新潟県新発田市）
- フレスポ小松（石川県小松市）
- フレスポ加賀（石川県加賀市）
- フレスポ越前（福井県越前市）
- フレスポ大町（長野県大町市）
- フレスポまるこ（長野県上田市）
- フレスポ佐久インター（長野県佐久市）

- フレスポ飛騨高山（岐阜県高山市）
- フレスポ長泉（静岡県駿東郡長泉町）
- フレスポ静岡（静岡市清水区）
- 浜松プラザフレスポ（浜松市中央区）
- フレスポ春日井（愛知県春日井市）
- フレスポ犬山（愛知県犬山市）

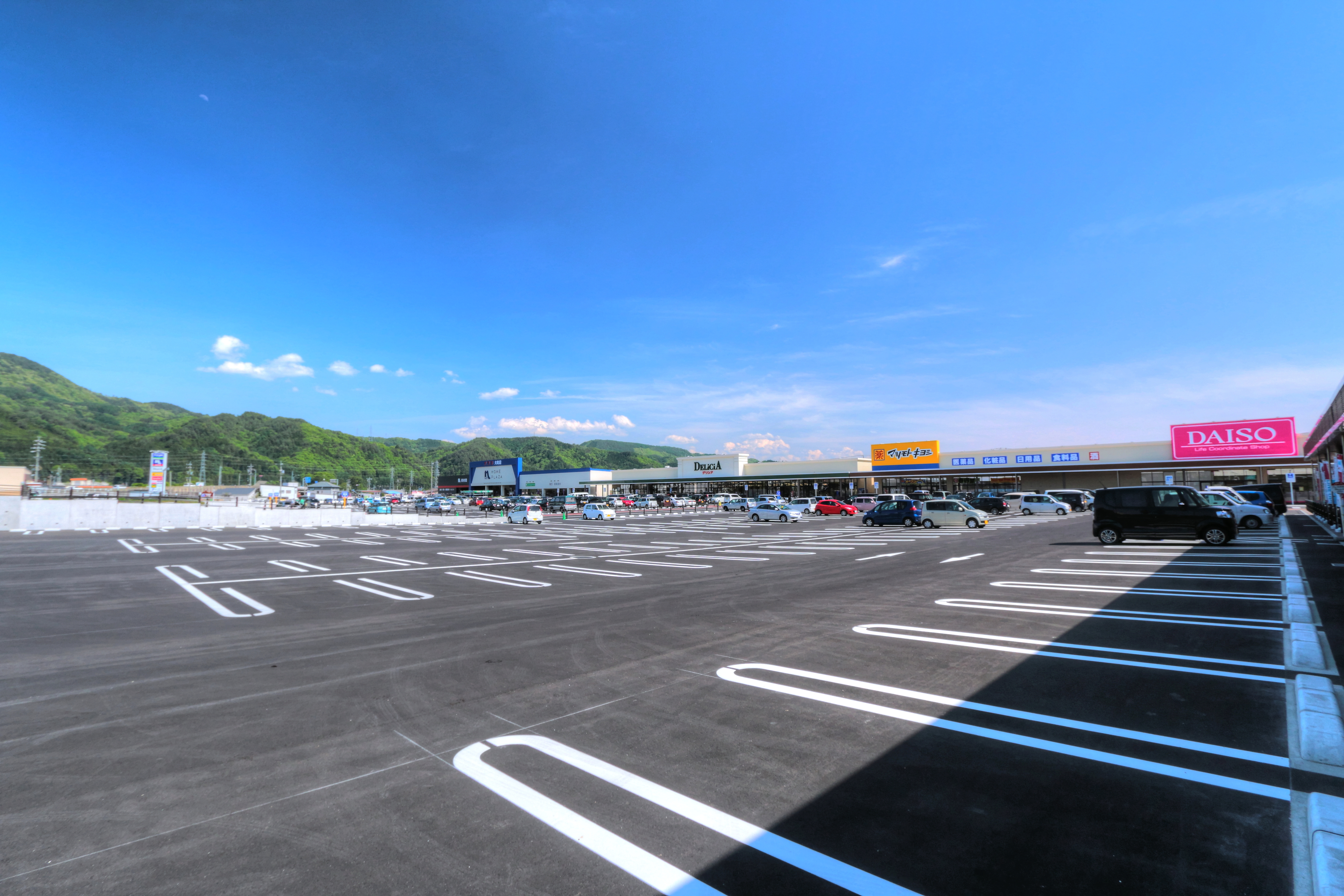
フレスポ大町（2016年5月）

### 近畿地方
- フレスポ四日市富田（三重県四日市市）
- フレスポ鈴鹿（三重県鈴鹿市）
- フレスポ彦根（滋賀県彦根市）
- フレスポ福知山（京都府福知山市）
- フレスポ門真南（大阪府門真市）
- フレスポ鶴見（大阪市鶴見区）
- フレスポ東大阪（大阪府東大阪市）
- フレスポ長田（大阪府東大阪市）
- フレスポしんかな（堺市北区）※旧しんかなCITY
- フレスポ泉大津（大阪府泉大津市）
- フレスポ熊取（大阪府泉南郡熊取町）
- フレスポ阿波座（大阪市西区）

- フレスポ舞子坂（神戸市垂水区）
- センチュリーガーデンフレスポ（兵庫県三田市）
- フレスポ赤穂（兵庫県赤穂市）
- フレスポ奈良学園前（奈良県奈良市）
- フレスポ桜井（奈良県桜井市）
- フレスポ橿原（奈良県橿原市）

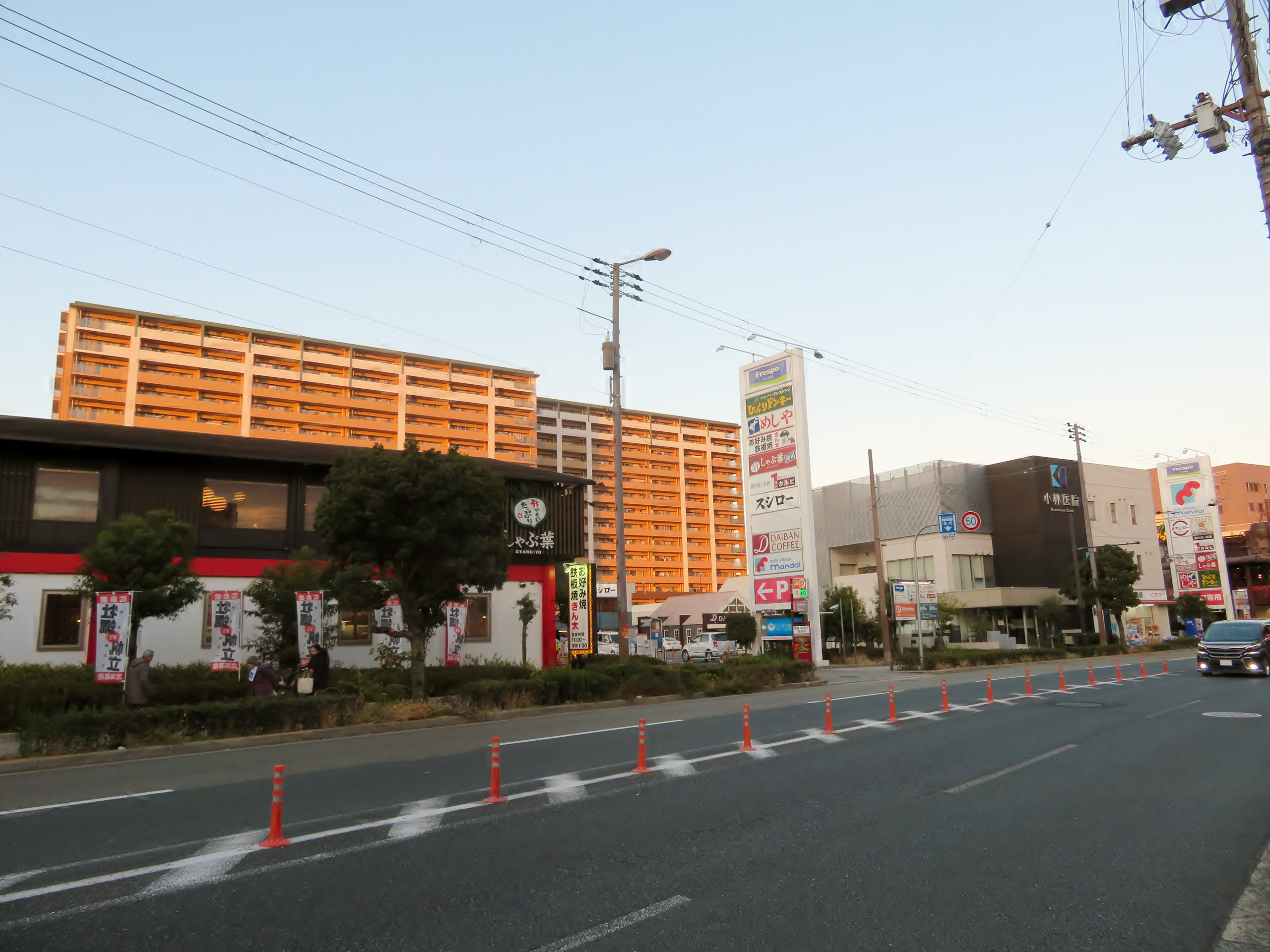
フレスポ鶴見（2019年12月）
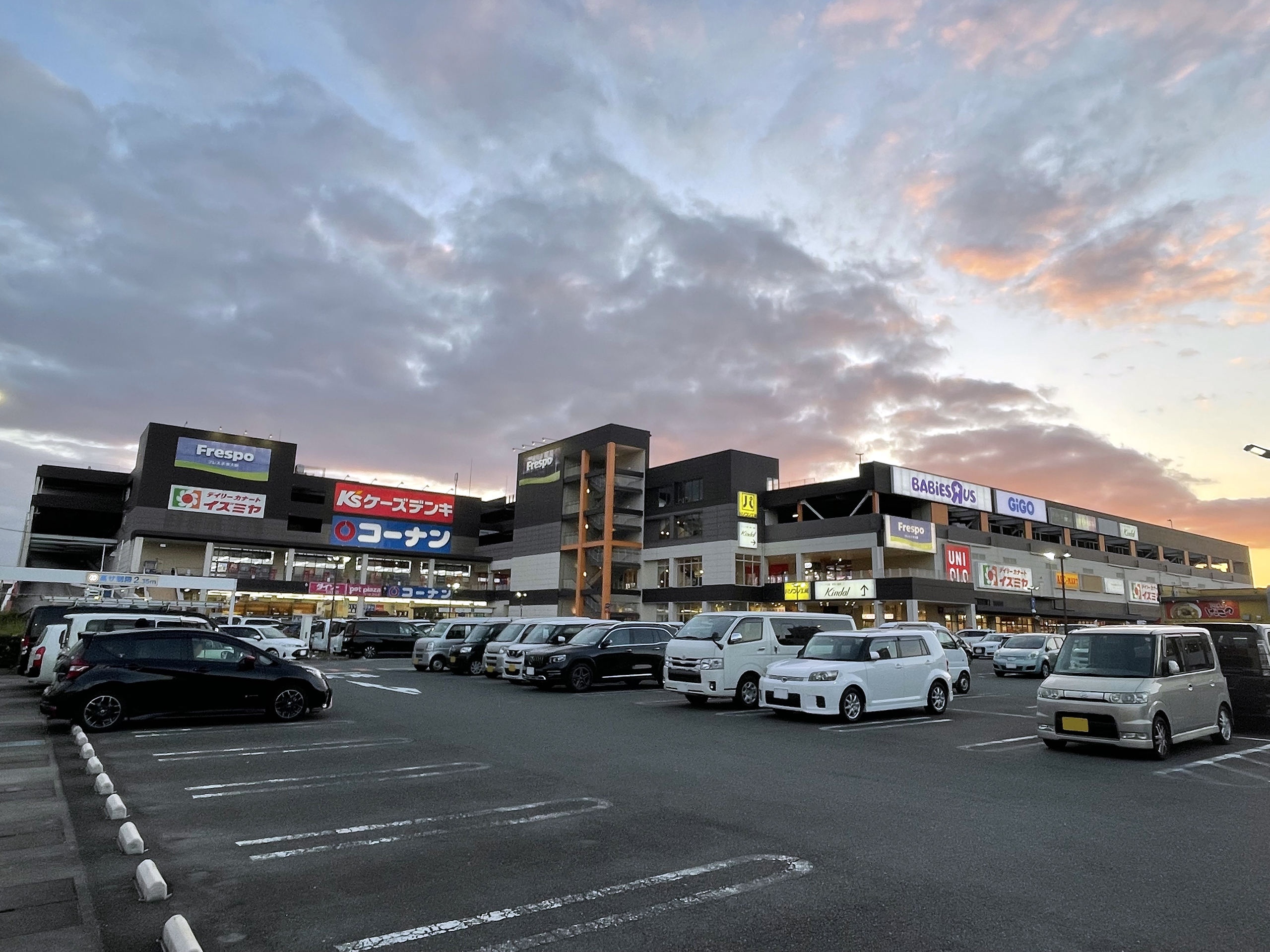
フレスポ東大阪（2022年11月）
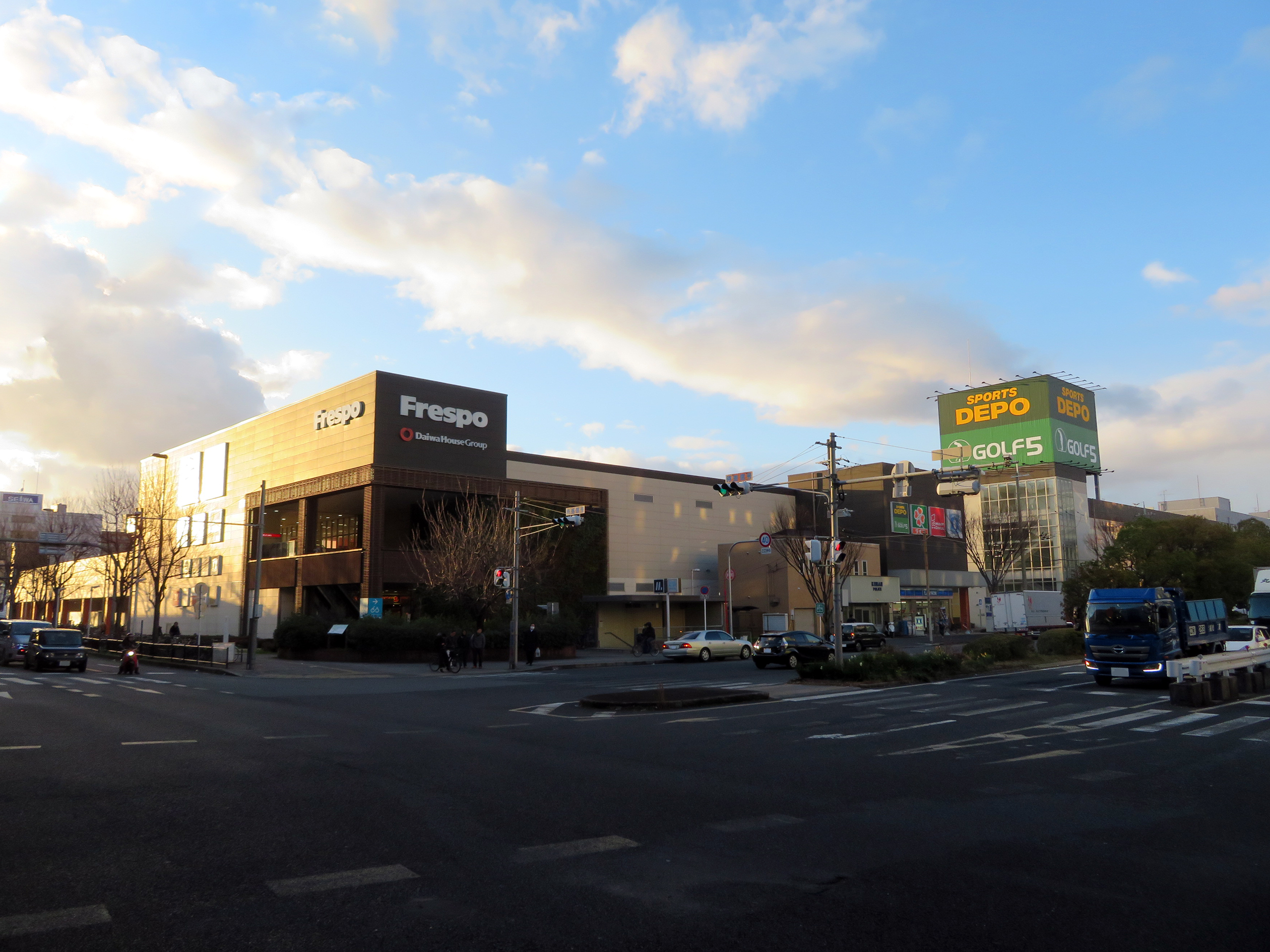
フレスポ長田（2020年2月）
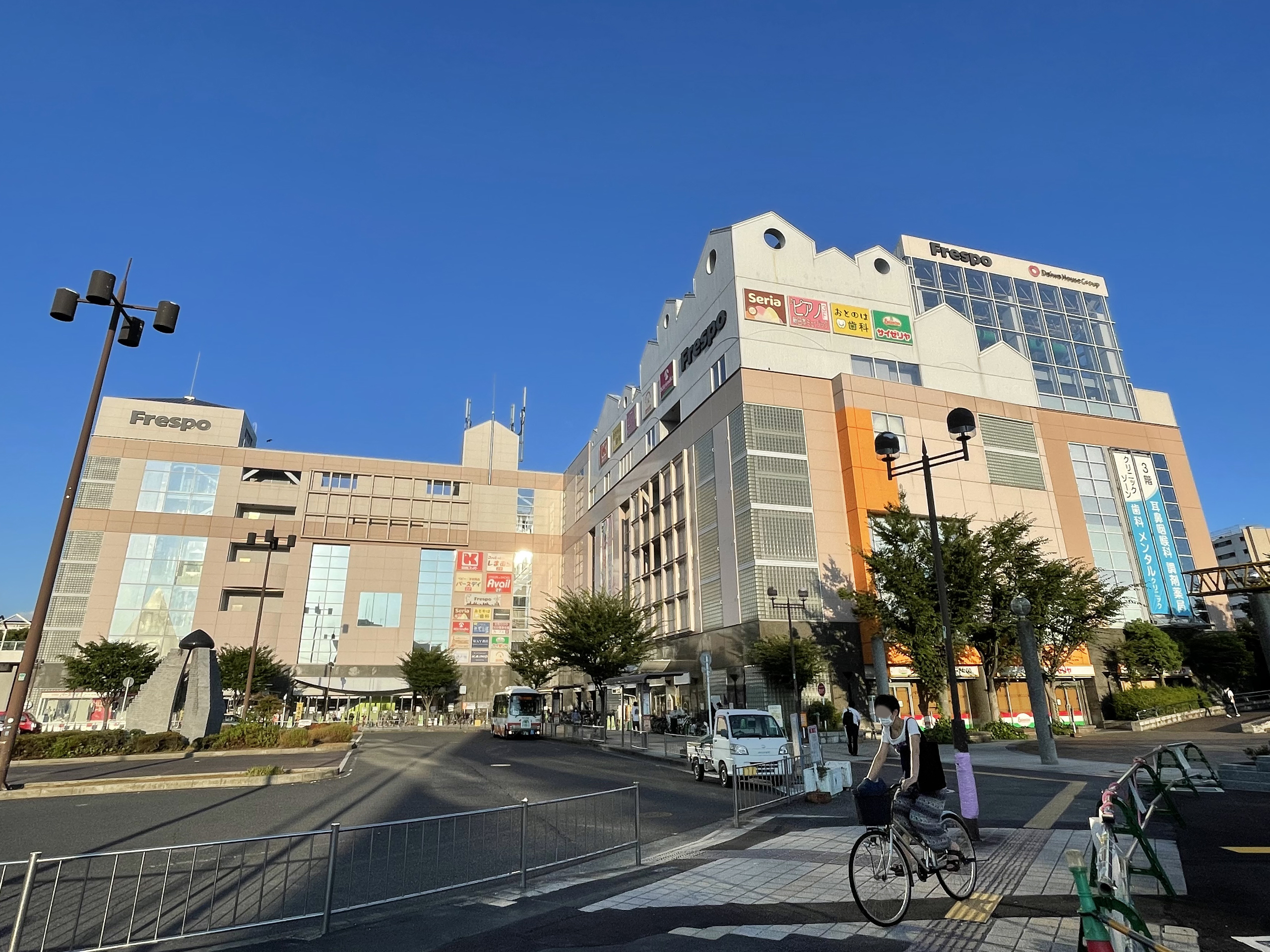
フレスポしんかな（2022年8月）
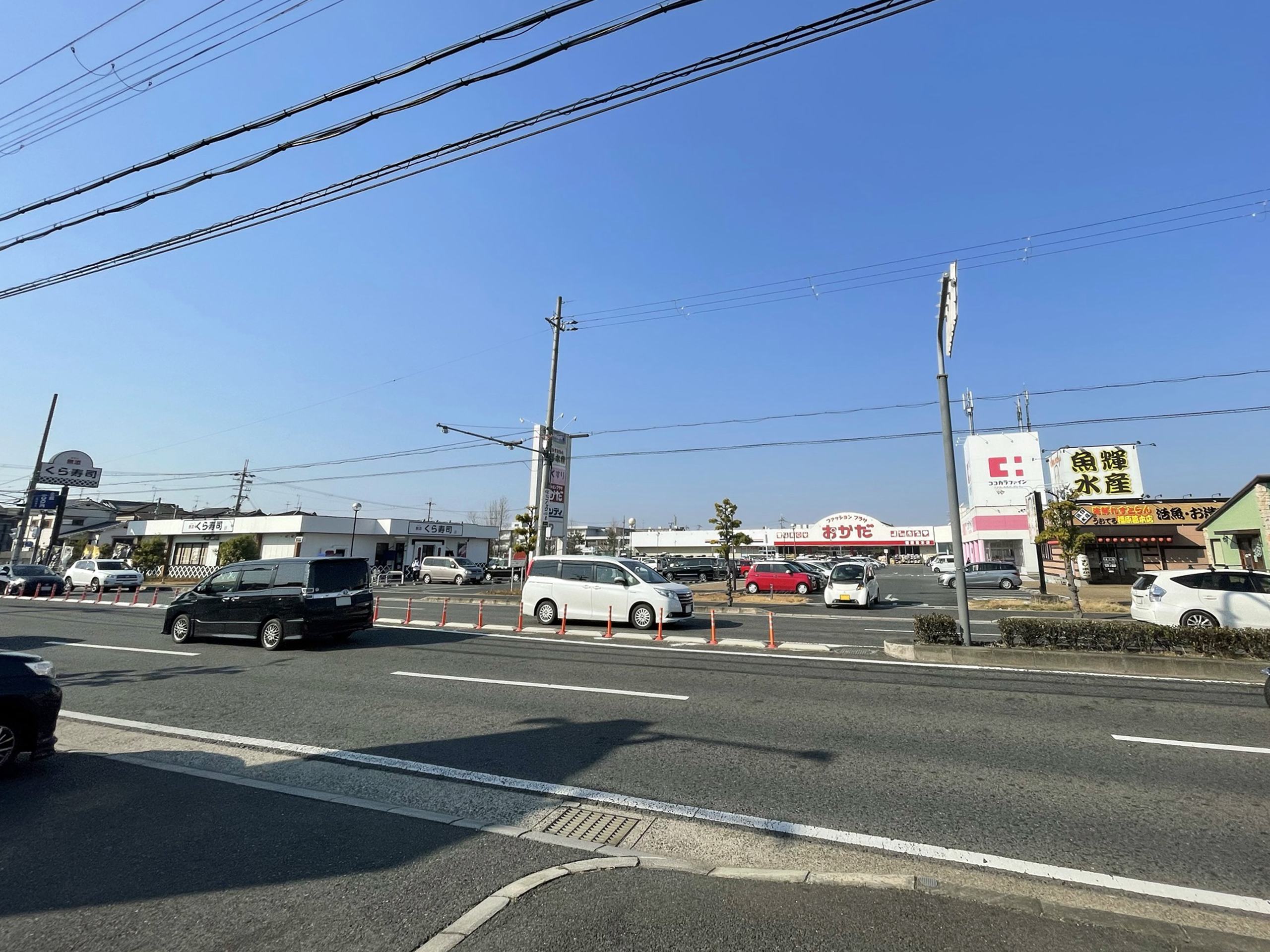
フレスポ橿原（2021年2月）

### 中国・四国地方
- フレスポ境港（鳥取県境港市）
- フレスポ伯耆（鳥取県西伯郡伯耆町）
- フレスポ高屋（岡山市中区）
- フレスポ神辺モール（広島県福山市）
- フレスポ西風新都（広島市安佐南区）
- フレスポ三次プラザ（広島県三次市）
- フレスポ宇部東（山口県宇部市）

- フレスポ阿波池田（徳島県三好市）
- フレスポ高松（香川県高松市）
- フレスポ今治（愛媛県今治市）
- フレスポ西条（愛媛県西条市）
- フレスポ松山中央（愛媛県松山市）
- フレスポ大洲（愛媛県大洲市）

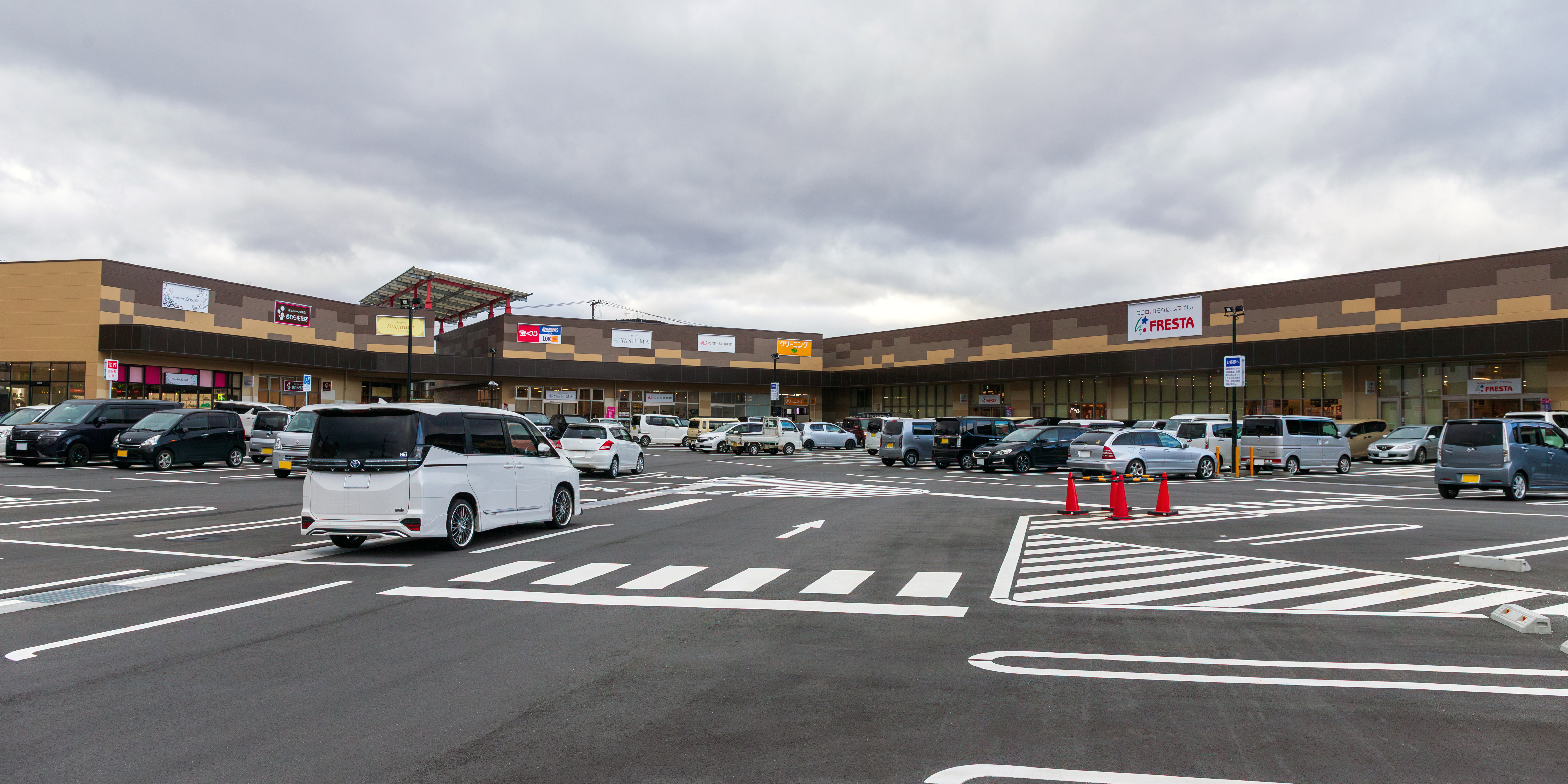
フレスポ三次プラザ（2024年3月）

### 九州・沖縄地方
- フレスポ黒崎（北九州市八幡西区）
- フレスポ花見が丘（福岡県福津市）
- フレスポくぼてんタウン（福岡県豊前市）
- フレスポ鳥栖（佐賀県鳥栖市）
- フレスポ福田（長崎県長崎市）
- フレスポ福田West（長崎県長崎市）
- フレスポ深堀（長崎県長崎市）

- フレスポくまもく（熊本市中央区）
- フレスポ菊池（熊本県菊池市）
- フレスポ中津北（大分県中津市）
- フレスポ春日浦（大分県大分市）
- フレスポ豊後大野（大分県豊後大野市）
- フレスポ宮崎花ヶ島（宮崎県宮崎市）
- フレスポ国分（鹿児島県霧島市）
- フレスポジャングルパーク（鹿児島県鹿児島市）

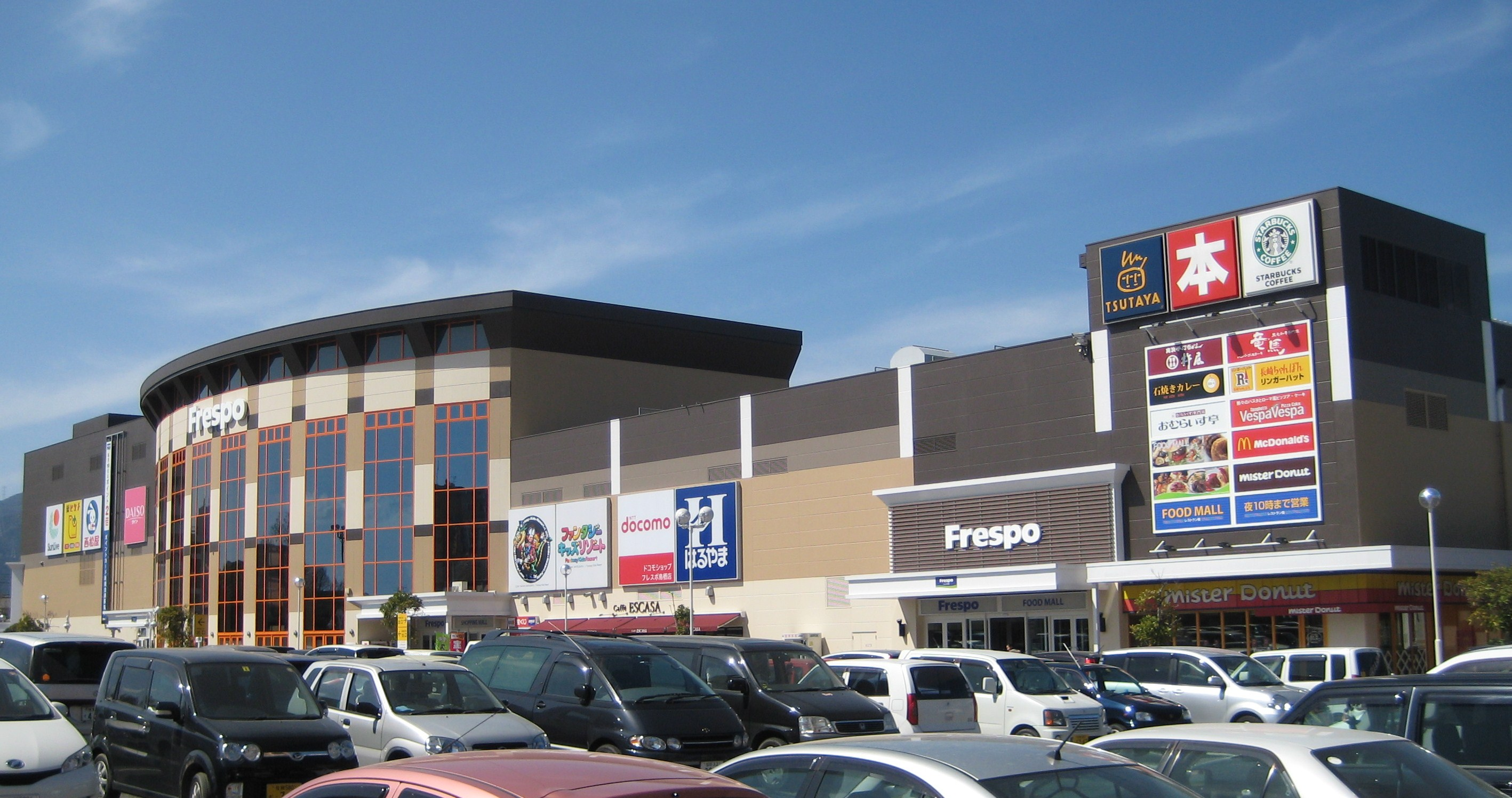
フレスポ鳥栖（2010年3月）
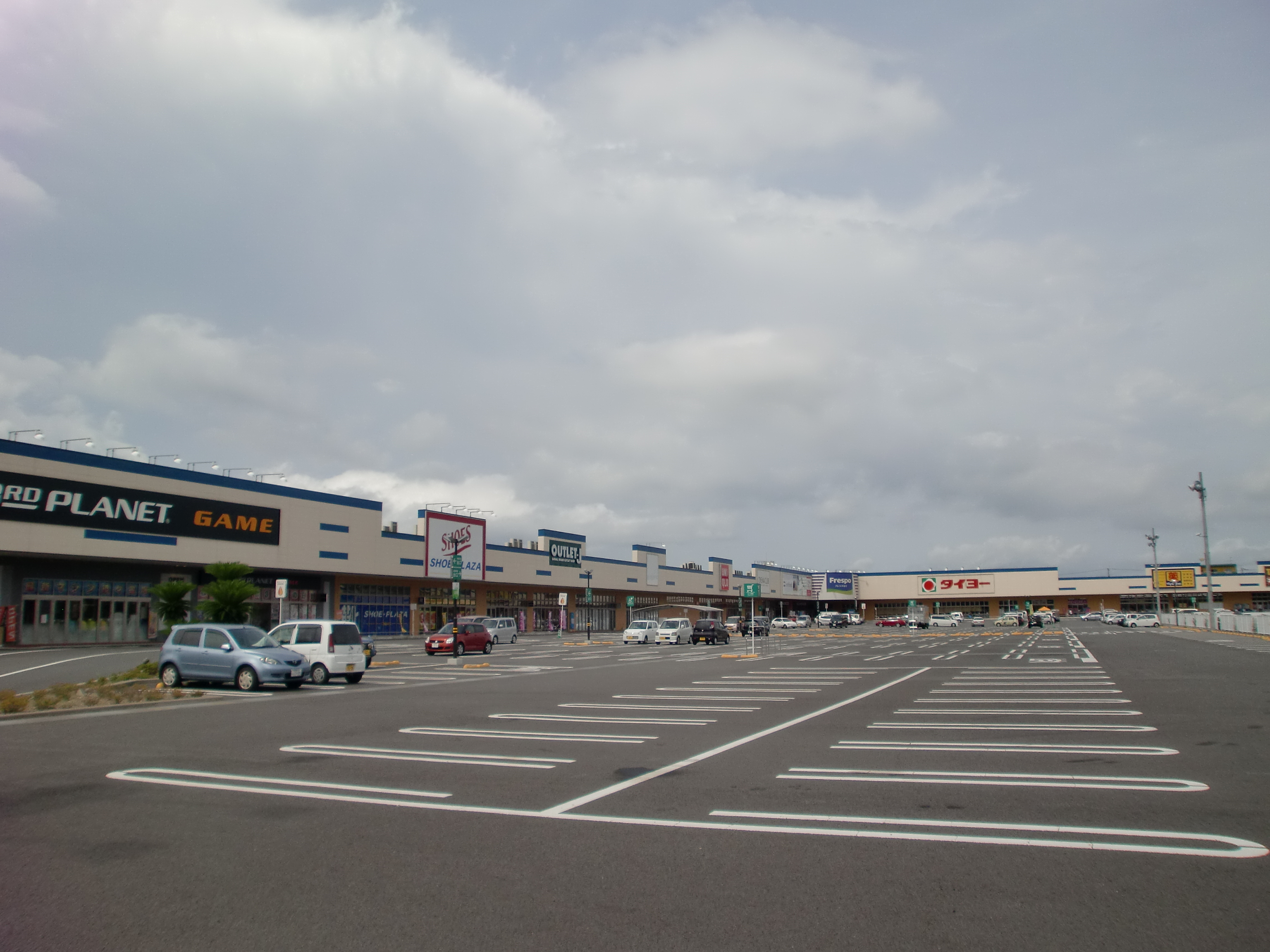
フレスポ国分（2011年7月）
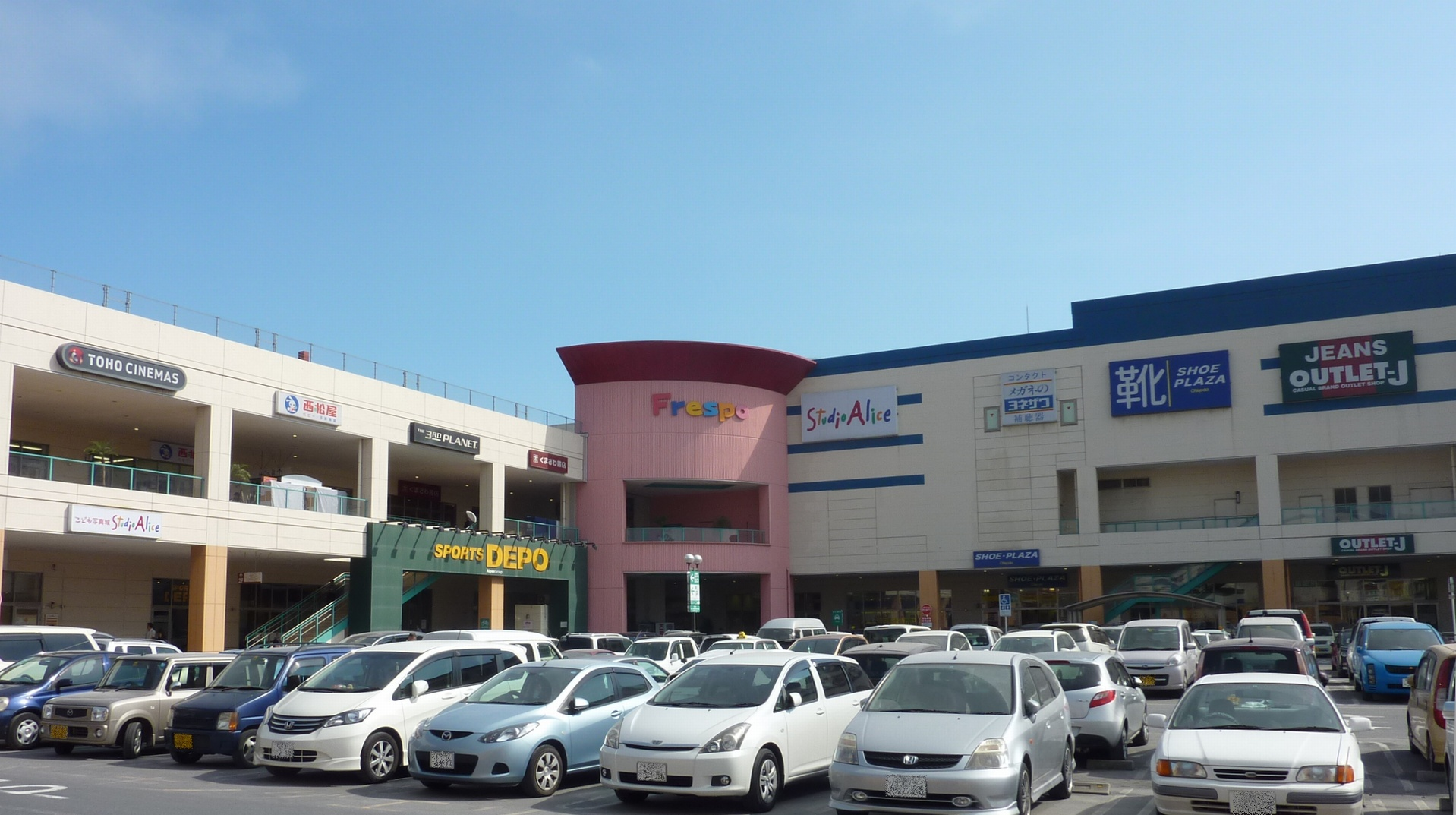
フレスポジャングルパーク（2011年9月）